# Kawasaki Ninja 1000
La Kawasaki Ninja 1000 (chiamata anche a seconda dei mercati Ninja 1000 SX, Z 1000 S o Z 1000 SX) è una motocicletta prodotta dalla casa motociclistica giapponese Kawasaki dal 2011.

## Profilo e meccanica
A spingere la moto c'è un motore a quattro cilindri in linea frontemarcia dalla cilindrata totale di 1043 cm³ (con l'alesaggio da 77,0 mm e la corsa da 56,0 mm), con distribuzione bialbero a 16 valvole raffreddato a liquido e con iniezione elettronica di carburante. Il motore è derivato dalla coeva Z1000 come anche parte del telaio in alluminio a doppio tubo, ma con una diversa ergonomia, un serbatoio più capiente e altri elementi più orientati al comfort. La Ninja 1000 è dotata anche del limitatore elettronico di velocità fissato a 300 km/h (186 mph).

## Storia

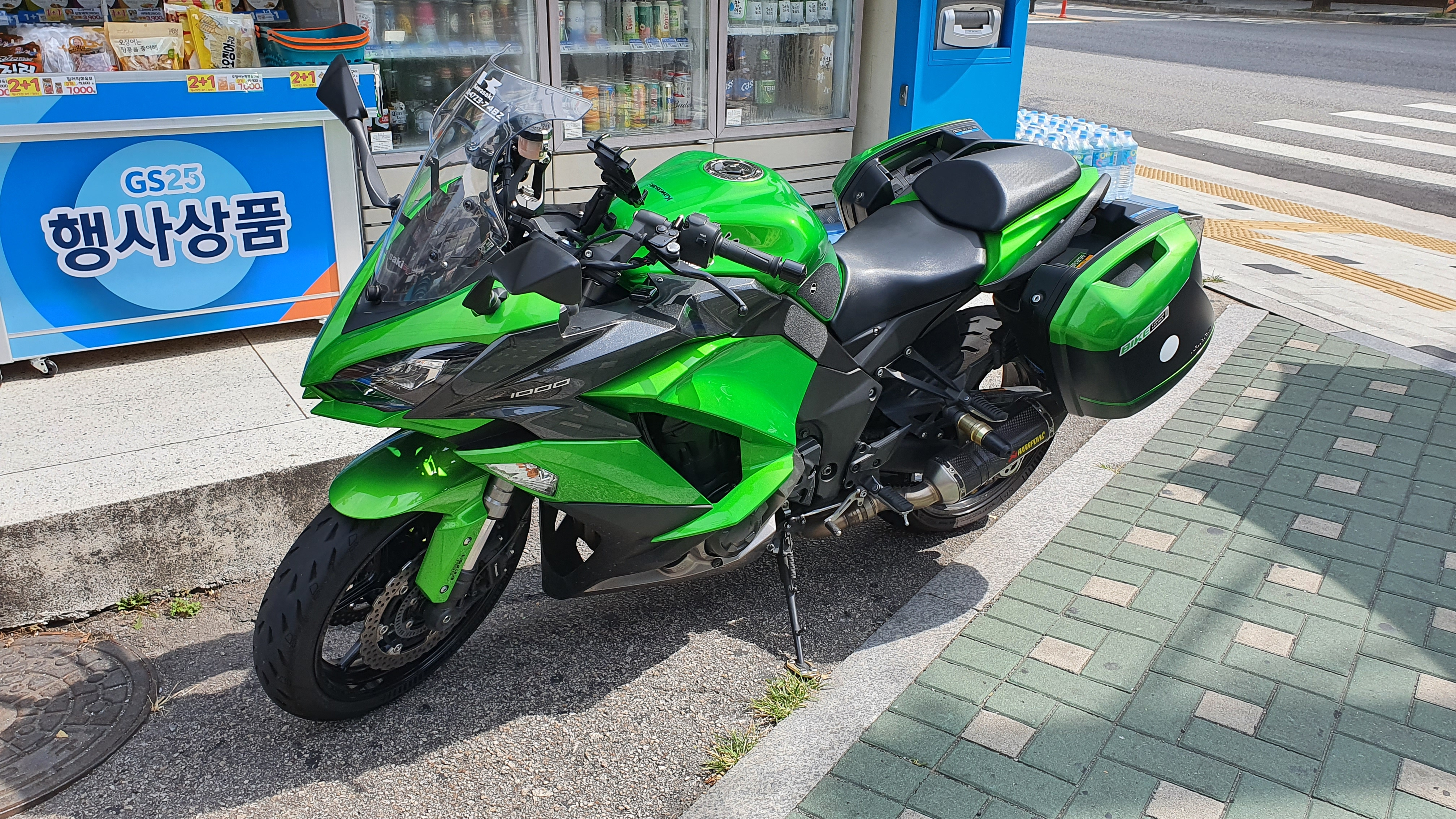

Nel 2014 ha subito alcune migliorie e aggiornamenti come una migliore risposta dell'acceleratore e l'aggiunta del controllo della trazione con tre modalità, insieme a due settaggi della centralina. Altre modifiche hanno interessato i freni, le sospensione riviste nello smorzamento e gli ammortizzatori. Sono stati rinnovati anche gli specchietti revisioni, la sella e altri dettagli.
Nel 2017 la moto ha ricevuto una carenatura anteriore più ampia e un cupolino più alto, oltre all'aggiunta di fanali a LED più luminosi che sostituiscono i precedenti lampadine alogene. C'è una nuova elettronica del controllo della trazione e l'ABS è diventato di serie. Il peso dichiarato aumenta a circa 235 kg.
Altre modifiche hanno interessato il cruscotto ridisegnato con nuovi indicatori e strumenti. Anche l'impianto di scarico è stato modificato per adeguarsi alle normative Euro 4.

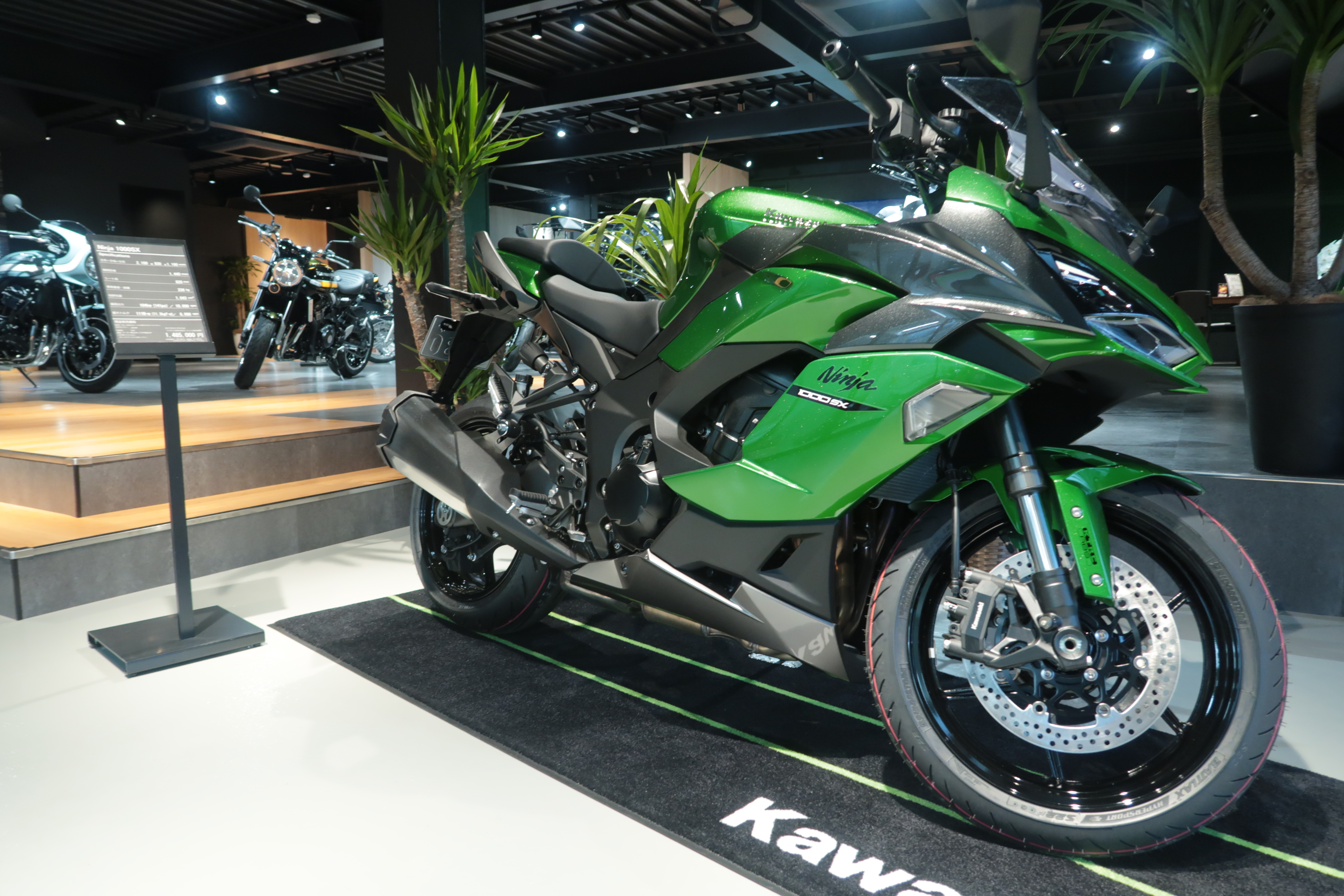
Ninja 1000SX 2020

A novembre 2019 come model year 2020 viene uniformata la nomenclatura: a differenza delle versioni precedenti che avevano 2 nomi diversi (Z 1000 SX o Ninja 1000) in base al mercato in cui era in vendita la moto, ora il nome Ninja 1000 SX viene utilizzato in tutti i paesi. In concomitanza di ciò sono state apportate le seguenti modifiche:
- Un nuovo terminale di scarico singolo posto sul lato destro.
- Cruscotto TFT a colori con connettività Bluetooth
- Adeguamento del motore alla normativa Euro 5
- Cruise control.con regolazione automatica della velocità
- Imbottitura del sedile più spessa
- Nuova modalità di guida: Sport, Road, Rain, Rider (configurabili)
- Acceleratore elettronico ride by wire
- Profili degli alberi a camme rivisti con riduzione della rumorosità delle punterie